# スペッツァーノ・アルバネーゼ
スペッツァーノ・アルバネーゼ（イタリア語: Spezzano Albanese）は、イタリア共和国カラブリア州コゼンツァ県にある、人口約7,000人の基礎自治体（コムーネ）。

## 地理

### 位置・広がり

#### 隣接コムーネ
隣接するコムーネは以下の通り。
- カッサーノ・アッロ・イオーニオ
- カストロヴィッラリ
- コリリアーノ＝ロッサーノ
- サン・ロレンツォ・デル・ヴァッロ
- タルシア
- テッラノーヴァ・ダ・シーバリ